# Championnats d'Europe de patinage artistique 1995
Navigation
Édition précédente Édition suivante
Les championnats d'Europe de patinage artistique 1995 ont lieu du 29 janvier au 5 février 1995 à la Westfalenhalle de Dortmund en Allemagne.

## Qualifications
Les patineurs sont éligibles à l'épreuve s'ils représentent une nation européenne membre de l'Union internationale de patinage (International Skating Union en anglais). Les fédérations nationales sélectionnent leurs patineurs en fonction de leurs propres critères.
Sur la base des résultats des championnats d'Europe 1994, l'Union internationale de patinage autorise chaque pays à avoir de une à trois inscriptions par discipline.
| Entrées                                                           | Messieurs                   | Dames                           | Couples                               | Danse sur glace                                        |
| ----------------------------------------------------------------- | --------------------------- | ------------------------------- | ------------------------------------- | ------------------------------------------------------ |
| 3                                                                 | France Russie Ukraine       | Allemagne France Russie Ukraine | Allemagne Russie                      | Royaume-Uni Russie                                     |
| 2                                                                 | Allemagne Danemark Lettonie | Hongrie Pologne Suisse          | Azerbaïdjan Lettonie Tchéquie Ukraine | Allemagne Biélorussie France Finlande Tchéquie Ukraine |
| Si non répertorié ci-dessus, une seule inscription est autorisée. |                             |                                 |                                       |                                                        |

## Podiums
| Épreuves                            | Or                            | Argent                            | Bronze                               |
| ----------------------------------- | ----------------------------- | --------------------------------- | ------------------------------------ |
| Messieurs résultats détaillés       | Ilia Kulik                    | Aleksey Urmanov                   | Vyacheslav Zahorodnyuk               |
| Dames résultats détaillés           | Surya Bonaly                  | Olga Markova                      | Elena Liashenko                      |
| Couples résultats détaillés         | Mandy Wötzel / Ingo Steuer    | Radka Kovaříková / René Novotný   | Evgenia Shishkova / Vadim Naumov     |
| Danse sur glace résultats détaillés | Susanna Rahkamo / Petri Kokko | Sophie Moniotte / Pascal Lavanchy | Anzhelika Krylova / Oleg Ovsiannikov |

## Tableau des médailles
| Rang  | Nation    | Or | Argent | Bronze | Total |
| ----- | --------- | -- | ------ | ------ | ----- |
| 1     | Russie    | 1  | 2      | 2      | 5     |
| 2     | France    | 1  | 1      | 0      | 2     |
| 3     | Allemagne | 1  | 0      | 0      | 1     |
| 3     | Finlande  | 1  | 0      | 0      | 1     |
| 5     | Tchéquie  | 0  | 1      | 0      | 1     |
| 6     | Ukraine   | 0  | 0      | 2      | 2     |
| Total | Total     | 4  | 4      | 4      | 12    |

## Détails des compétitions
Pour la saison 1994/1995, les calculs des points se font selon la méthode suivante :
- chez les Messieurs, les Dames et les Couples artistiques (0.5 point par place pour le programme court, 1 point par place pour le programme libre)
- en danse sur glace (0.4 point par place pour les deux danses imposées, 0.6 point par place pour la danse originale, 1 point par place pour la danse libre)

### Messieurs
| Rang                                        | Nom                    | Nation      | Points | Prog. court | Prog. libre |
| ------------------------------------------- | ---------------------- | ----------- | ------ | ----------- | ----------- |
| 1                                           | Ilia Kulik             | Russie      | 2.5    | 1           | 2           |
| 2                                           | Aleksey Urmanov        | Russie      | 4.0    | 6           | 1           |
| 3                                           | Vyacheslav Zahorodnyuk | Ukraine     | 4.0    | 2           | 3           |
| 4                                           | Philippe Candeloro     | France      | 6.5    | 3           | 5           |
| 5                                           | Éric Millot            | France      | 8.5    | 9           | 4           |
| 6                                           | Oleg Tataurov          | Russie      | 9.5    | 5           | 7           |
| 7                                           | Dmytro Dmytrenko       | Ukraine     | 10.0   | 4           | 8           |
| 8                                           | Steven Cousins         | Royaume-Uni | 11.0   | 10          | 6           |
| 9                                           | Vasili Eremenko        | Ukraine     | 12.5   | 7           | 9           |
| 10                                          | Cornel Gheorghe        | Roumanie    | 14.0   | 8           | 10          |
| 11                                          | Ronny Winkler          | Allemagne   | 17.0   | 12          | 11          |
| 12                                          | Michael Tyllesen       | Danemark    | 18.5   | 11          | 13          |
| 13                                          | Fabrizio Garattoni     | Italie      | 19.5   | 15          | 12          |
| 14                                          | Szabolcs Vidrai        | Hongrie     | 21.0   | 14          | 14          |
| 15                                          | Markus Leminen         | Finlande    | 24.0   | 16          | 16          |
| 16                                          | Besarion Tsintsadze    | Géorgie     | 25.5   | 17          | 17          |
| 17                                          | Alexander Murashko     | Biélorussie | 26.5   | 13          | 20          |
| 18                                          | Patrick Meier          | Suisse      | 27.0   | 24          | 15          |
| 19                                          | Mirko Eichhorn         | Allemagne   | 27.0   | 18          | 18          |
| 20                                          | Johnny Rønne Jensen    | Danemark    | 28.5   | 19          | 19          |
| 21                                          | Ivan Dinev             | Bulgarie    | 32.0   | 20          | 22          |
| 22                                          | Patrick Schmit         | Luxembourg  | 32.5   | 23          | 21          |
| 23                                          | Jan Erik Digernes      | Norvège     | 34.0   | 22          | 23          |
| 24                                          | Daniel Peinado         | Espagne     | 34.5   | 21          | 24          |
| Patineurs éliminés après le programme court |                        |             |        |             |             |
| 25                                          | Florian Tuma           | Autriche    |        | 25          | NC          |
| 26                                          | Veli-Pekka Riihinen    | Suède       |        | 26          | NC          |
| 27                                          | Rastislav Vnučko       | Slovaquie   |        | 27          | NC          |
| 28                                          | Roman Martõnenko       | Estonie     |        | 28          | NC          |
| 29                                          | Zbigniew Komorowski    | Pologne     |        | 29          | NC          |
| 30                                          | Marcus Deen            | Pays-Bas    |        | 30          | NC          |

### Dames
| Rang                                          | Nom                    | Nation      | Points | Prog. court | Prog. libre |
| --------------------------------------------- | ---------------------- | ----------- | ------ | ----------- | ----------- |
| 1                                             | Surya Bonaly           | France      | 2.0    | 2           | 1           |
| 2                                             | Olga Markova           | Russie      | 2.5    | 1           | 2           |
| 3                                             | Elena Liashenko        | Ukraine     | 7.5    | 5           | 5           |
| 4                                             | Tanja Szewczenko       | Allemagne   | 8.0    | 4           | 6           |
| 5                                             | Irina Sloutskaïa       | Russie      | 8.5    | 11          | 3           |
| 6                                             | Marina Kielmann        | Allemagne   | 10.5   | 13          | 4           |
| 7                                             | Maria Butyrskaya       | Russie      | 11.5   | 3           | 10          |
| 8                                             | Krisztina Czakó        | Hongrie     | 12.5   | 9           | 8           |
| 9                                             | Anna Rechnio           | Pologne     | 13.0   | 12          | 7           |
| 10                                            | Kateřina Beránková     | Tchéquie    | 13.0   | 8           | 9           |
| 11                                            | Yulia Lavrenchuk       | Ukraine     | 15.0   | 6           | 12          |
| 12                                            | Laëtitia Hubert        | France      | 16.0   | 10          | 11          |
| 13                                            | Zuzanna Szwed          | Pologne     | 16.5   | 7           | 13          |
| 14                                            | Júlia Sebestyén        | Hongrie     | 22.5   | 15          | 15          |
| 15                                            | Tony Bombardieri       | Italie      | 23.0   | 18          | 14          |
| 16                                            | Janine Bur             | Suisse      | 25.0   | 16          | 17          |
| 17                                            | Marta Andrade          | Espagne     | 25.0   | 14          | 18          |
| 18                                            | Alma Lepina            | Lettonie    | 25.5   | 19          | 16          |
| 19                                            | Nathalie Krieg         | Suisse      | 30.5   | 21          | 20          |
| 20                                            | Mojca Kopač            | Slovénie    | 30.5   | 17          | 22          |
| 21                                            | Julia Lautowa          | Autriche    | 31.0   | 24          | 19          |
| 22                                            | Monique van der Velden | Pays-Bas    | 32.0   | 22          | 21          |
| 23                                            | Malika Tahir           | France      | 33.0   | 20          | 23          |
| Abandon                                       | Lyudmyla Ivanova       | Ukraine     |        | 23          |             |
| Patineuses éliminées après le programme court |                        |             |        |             |             |
| 25                                            | Ivana Jakupcevic       | Croatie     |        | 25          | NC          |
| 26                                            | Kaisa Kella            | Finlande    |        | 26          | NC          |
| 27                                            | Jenna Arrowsmith       | Royaume-Uni |        | 27          | NC          |
| 28                                            | Helena Grundberg       | Suède       |        | 28          | NC          |
| 29                                            | Kaja Hanevold          | Norvège     |        | 29          | NC          |
| 30                                            | Sofia Penkova          | Bulgarie    |        | 30          | NC          |

### Couples
| Rang | Nom                                   | Nation      | Points | Prog. court | Prog. libre |
| ---- | ------------------------------------- | ----------- | ------ | ----------- | ----------- |
| 1    | Mandy Wötzel / Ingo Steuer            | Allemagne   | 2.0    | 2           | 1           |
| 2    | Radka Kovaříková / René Novotný       | Tchéquie    | 2.5    | 1           | 2           |
| 3    | Evgenia Shishkova / Vadim Naumov      | Russie      | 4.5    | 3           | 3           |
| 4    | Marina Eltsova / Andrei Bushkov       | Russie      | 6.0    | 4           | 4           |
| 5    | Elena Berejnaïa / Oleg Shliakhov      | Lettonie    | 7.5    | 5           | 5           |
| 6    | Maria Petrova / Anton Sikharulidze    | Russie      | 9.0    | 6           | 6           |
| 7    | Sarah Abitbol / Stéphane Bernadis     | France      | 11.0   | 8           | 7           |
| 8    | Olena Bilousivska / Serhiy Potalov    | Ukraine     | 11.5   | 7           | 8           |
| 9    | Dorota Zagórska / Mariusz Siudek      | Pologne     | 13.5   | 9           | 9           |
| 10   | Jekaterina Silnitzkaja / Mirko Müller | Allemagne   | 15.5   | 11          | 10          |
| 11   | Silvia Dimitrov / Rico Rex            | Allemagne   | 16.0   | 10          | 11          |
| 12   | Lesley Rogers / Michael Aldred        | Royaume-Uni | 18.0   | 12          | 12          |
| 13   | Lilia Mashkovskaya / Ihor Maliar      | Ukraine     | 20.5   | 15          | 13          |
| 14   | Marta Andrella / Dmitri Kaploun       | Italie      | 20.5   | 13          | 14          |
| 15   | Veronika Joukalová / Otto Dlabola     | Tchéquie    | 22.0   | 14          | 15          |
| 16   | Jeltje Schulten / Alcuin Schulten     | Pays-Bas    | 24.0   | 16          | 16          |

### Danse sur glace
| Rang                                    | Nom                                     | Nation      | Points | Danse imposée 1 | Danse imposée 2 | Danse originale | Danse libre |
| --------------------------------------- | --------------------------------------- | ----------- | ------ | --------------- | --------------- | --------------- | ----------- |
| 1                                       | Susanna Rahkamo / Petri Kokko           | Finlande    | 2.4    | 2               | 2               | 1               | 1           |
| 2                                       | Sophie Moniotte / Pascal Lavanchy       | France      | 3.6    | 1               | 1               | 2               | 2           |
| 3                                       | Anzhelika Krylova / Oleg Ovsiannikov    | Russie      | 6.0    | 3               | 3               | 3               | 3           |
| 4                                       | Tatiana Navka / Samuel Gezalian         | Belarus     | 8.2    | 5               | 4               | 4               | 4           |
| 5                                       | Marina Anissina / Gwendal Peizerat      | France      | 10.2   | 6               | 5               | 5               | 5           |
| 6                                       | Kateřina Mrázová / Martin Šimeček       | Tchéquie    | 12.2   | 7               | 6               | 6               | 6           |
| 7                                       | Irina Romanova / Igor Yaroshenko        | Ukraine     | 14.0   | 4               | 7               | 8               | 7           |
| 8                                       | Jennifer Goolsbee / Hendryk Schamberger | Allemagne   | 15.4   | 8               | 8               | 7               | 8           |
| 9                                       | Irina Lobatcheva / Ilia Averboukh       | Russie      | 18.0   | 9               | 9               | 9               | 9           |
| 10                                      | Barbara Fusar-Poli / Maurizio Margaglio | Italie      | 20.4   | 11              | 11              | 10              | 10          |
| 11                                      | Margarita Drobiazko / Povilas Vanagas   | Lituanie    | 21.6   | 10              | 10              | 11              | 11          |
| 12                                      | Sylwia Nowak / Sebastian Kolasiński     | Pologne     | 25.0   | 13              | 13              | 13              | 12          |
| 13                                      | Diane Gerencser / Alexander Stanislavov | Suisse      | 25.0   | 12              | 12              | 12              | 13          |
| 14                                      | Olena Hrushyna / Ruslan Honcharov       | Ukraine     | 28.2   | 15              | 14              | 14              | 14          |
| 15                                      | Kati Winkler / René Lohse               | Allemagne   | 30.8   |                 |                 |                 |             |
| 16                                      | Allison McLean / Konrad Schaub          | Autriche    | 33.8   |                 |                 |                 |             |
| 17                                      | Elena Kustarova / Vazgen Azroyan        | Russie      | 33.8   |                 |                 |                 |             |
| 18                                      | Michelle Fitzgerald / Vincent Kyle      | Royaume-Uni | 33.8   |                 |                 |                 |             |
| 19                                      | Claire Wileman / Andrew Place           | Royaume-Uni | 37.6   |                 |                 |                 |             |
| 20                                      | Lynn Burton / Duncan Lenard             | Royaume-Uni | 40.0   |                 |                 |                 |             |
| 21                                      | Kako Koinuma / Tigran Arakelian         | Arménie     | 42.0   |                 |                 |                 |             |
| 22                                      | Albena Denkova / Hristo Nikolov         | Bulgarie    | 43.6   |                 |                 |                 |             |
| 23                                      | Enikő Berkes / Szilárd Tóth             | Hongrie     | 46.6   |                 |                 |                 |             |
| 24                                      | Anna Mosenkova / Dmitri Kurakin         | Estonie     | 46.8   |                 |                 |                 |             |
| Couple éliminé après le programme court |                                         |             |        |                 |                 |                 |             |
| 25                                      | Anita Chaudhurti / Hans T'Hart          | Pays-Bas    |        |                 |                 |                 | NC          |